# Внешняя политика Эритреи
Внешняя политика Эритреи — общий курс Эритреи в международных делах. Внешняя политика регулирует отношения Эритреи с другими государствами. Реализацией этой политики занимается министерство иностранных дел Эритреи.
С момента обретения независимости во внешних отношениях Эритреи преобладали конфликты и конфронтация как на региональной, так и на международной арене. Эритрея поддерживала достаточно проблемные и, как правило, жестокие отношения со своими соседями, включая кратковременные вооружённые конфликты с Йеменом и Джибути и разрушительную войну со своим более крупным соседом Эфиопией. Отношения на международной арене также были натянутыми, особенно с крупными державами. Изначально тёплые отношения с США в 1990-х годах, превратились в ожесточенные после пограничной войны с Эфиопией в 1998—2000 годах. Хотя между двумя странами существуют тесные рабочие отношения в отношении продолжающейся войны с террором, напряжённость в других областях растет. Связи с международными организациями, такими как: Организация Объединённых Наций, Африканский союз и Европейский союз, также осложнились отчасти из-за возмущения эритрейских властей их нежеланием заставить Эфиопию согласиться с решением пограничной комиссии, вынесенным в 2002 году.

## Международные организации
Эритрея является членом Организации Объединённых Наций, Африканского союза, а также членом-наблюдателем Лиги арабских государств. Эритрея является членом Консультативного комитета Организации Объединённых Наций по административным и бюджетным вопросам.
Эритрея также является членом Международного банка реконструкции и развития, Международной финансовой корпорации, Международной организации уголовной полиции, Движения неприсоединения, Организации по запрещению химического оружия, Постоянной палаты третейского суда, Ассоциации управления портами Восточной и Южной Африки и Всемирной таможенной организации.

## Двусторонние отношения
| Государство      | Установление отношения | Примечания |
| ---------------- | ---------------------- | --- |
| Армения          | 16 октября 1994 года   | Государства установили дипломатические отношения 16 октября 1994 года. |
| Азербайджан      | 20 апреля 2004 года    | Государства установили дипломатические отношения 20 апреля 2004 года. |
| Эфиопия          | 9 июля 2018 года       | Эритрейско-эфиопские отношения. Международные отношения Эритреи с Эфиопией носят враждебный характер. Сразу после обретения Эритреей независимости от Эфиопии отношения были тёплыми, несмотря на прежние разногласия. После обретения независимости отношения Эритреи с Эфиопией носили исключительно политический характер, особенно в том, что касается возрождения и расширения масштабов деятельности Межправительственного органа по развитию. После 1998 года и эритрейско-эфиопской войны отношения становились все более враждебными. В декабре 2000 года Эритрея и Эфиопия подписали мирный договор, положивший конец их войне, и создали Пограничную комиссию Эритреи и Эфиопии и Комиссию по рассмотрению претензий Эритреи и Эфиопии, для рассмотрения вопросам по их спорным границам и связанных с ними претензий. В апреле 2002 года комиссия опубликовала свое решение (с разъяснениями в 2003 году). Разногласия после войны привели к тупику, перемежающемуся периодами повышенной напряженности и возобновлением угроз войны. После опубликования решения Эфиопия отказалась проводить физическую демаркацию границы, в то время как Эритрея настаивает на демаркации в соответствии с решением комиссии. Следовательно, пограничная комиссия признала границу практически демаркированной. Эритрея поддерживает на границе с Эфиопией вооружённые силы, примерно равные по численности силам Эфиопии, что потребовало общей мобилизации значительной части населения. Эритрея рассматривала этот пограничный спор как экзистенциальную угрозу для себя в частности и для Африканского союза в целом, поскольку он касается верховенства колониальных границ в Африке. После пограничного конфликта Эфиопия больше не использует эритрейские порты для своей торговли. Во время пограничного конфликта и после него Эфиопия поддерживала боевиков против Эритреи (включая этнических сепаратистов и религиозные организации). Эритрея ответила также размещением групп боевиков против Эфиопии. Совет Безопасности Организации Объединенных Наций утверждает, что Эритрея и Эфиопия расширили свой спор до второго театра военных действий — Сомали. В марте 2012 года Эфиопия атаковала аванпосты эритрейской армии вдоль границы. Аддис-Абеба заявила, что нападение было совершено в отместку за обучение и поддержку, предоставленную Асмэрой диверсионным группировкам, в то время как Эритрея заявила, что США знали о нападениях, но официальные лица этой страны обвинение отвергли. В июле 2018 года лидеры обеих стран подписали мирный договор, чтобы официально положить конец состоянию войны, проложив путь для более тесного экономического сотрудничества и улучшения связей между ними - Эритрея имеет посольство в Аддис-Абебе. - Эфиопия содержит посольство в Асмэре. |
| Германия         |                        | Первый эритрейский посол прибыл в Германию 14 сентября 1992 года. |
| Израиль          | 1993 год               | Израильско-эритрейские отношения. Эритрея развивала отношения с Израилем вскоре после обретения независимости в 1993 году, несмотря на протесты среди арабских стран. Израильско-эритрейские отношения близки. Президент Эритреи посещал Израиль для лечения. Однако Эритрея осудила военные действия Израиля во время конфликта между Израилем и сектором Газа 2008–2009 годов. Израильско-эритрейские отношения осложняются тесными связями Израиля с Эфиопией. |
| Италия           |                        | Итальянско-эритрейские отношения. - Эритрея имеет посольство в Риме и консульство в Милане. - Италия содержит посольство в Асмэре. |
| Мексика          | 23 июня 1993 года      | Мексикано-эритрейские отношения. - Интересы Эритреи в Мексике представлены через посольство в Вашингтоне (США). - Интересы Мексики в Эритрее представлены через посольство в Каире (Египет). |
| Катар            |                        | Во время дипломатического кризиса в Катаре 2017 года Эритрея отклонила просьбу Саудовской Аравии и Объединённых Арабских Эмиратов о разрыве отношений с Катаром, сославшись на свои «прочные связи с братским народом Катара». |
| Республика Корея | 24 мая 1993 года       | Дипломатические отношения между государствами установлены 24 мая 1993 года. |
| Россия           | 24 мая 1993 года       | Дипломатические отношения между государствами установлены 24 мая 1993 года. В 2000 и 2009 годах в Эритрею из России доставлялась гуманитарная помощь. С 2010 по 2019 годы Эритрея была под санкциями со стороны России. В 2022 году Эритрея была одной из 5 стран (наряду с Белоруссией, КНДР, Россией и Сирией), которые голосовали против Резолюции Генеральной ассамблеи 2363, тем самым поддержав российское вторжение на Украину. |
| Судан            |                        | Судано-эритрейские отношения. Эритрея разорвала дипломатические отношения с Суданом в декабре 1994 года. Это действие было предпринято после длительного периода нарастания напряжённости между двумя странами из-за серии трансграничных инцидентов с участием Эритрейского исламского джихада. Хотя нападения не представляли угрозы для стабильности правительства Эритреи (боевики, как правило, были убиты или захвачены правительственными войсками), эритрейцы считают, что Национальный исламский фронт в Хартуме поддерживал, обучал и вооружал повстанцев. После многих месяцев переговоров с суданцами с целью положить конец вторжениям правительство Эритреи пришло к выводу, что Национальный исламский фронт не намеревается менять свою политику, и разорвал отношения. Впоследствии в июне 1995 года правительство Эритреи организовало конференцию лидеров суданской оппозиции с целью помочь им объединиться и предоставить надежную альтернативу нынешнему правительству в Хартуме. Эритрея возобновила дипломатические отношения с Суданом 10 декабря 2005 года. С тех пор Судан обвиняет Эритрею вместе с Чадом в поддержке повстанцев. Недемаркированная граница с Суданом ранее представляла проблему для внешних отношений Эритреи. После того, как в Судан прибыла высокопоставленная делегация министерства иностранных дел Эритреи, отношения стали нормализовываться. Хотя процесс продолжается, Эритрея была признана посредником в установлении мира между отдельными группировками гражданской войны в Судане. Известно, что Эритрея сыграла роль в заключении мирного соглашения между южным Суданом и правительством в Хартуме. Однако правительство Судана и повстанцы Восточного фронта обратились к Эритрее с просьбой выступить посредником в мирных переговорах. Президент Эритреи Исайяс Афеворки и его суданский коллега Омар аль-Башир провели переговоры в Асмэре по ряду двусторонних вопросов, представляющих взаимный интерес для этих стран. В ходе переговоров речь шла об укреплении двусторонних связей и сотрудничества, в том числе об открытии общей границы. Судан и Эритрея договорились отменить требования в отношении въездной визы, открыв свои общие границы для свободного передвижения граждан обеих стран. В 2011 году Эритрея и Судан сотрудничали в строительстве автомагистрали Кассала-Аль-Лафа, соединяющей страны. |
| Турция           | 1993 год               | Турецко-эритрейские отношения. - Через посольство Эритреи в Дохе представлены интересы страны в Турции. - Турция имеет посольство в Асмэре. - Объём товарооборота между странами составил сумму 13,9 млн долларов США в 2019 году. |
| ОАЭ              |                        | Объединённые Арабские Эмираты участвуют во вторжении в Йемен против восстания хуситов в Йемене. Министр иностранных дел Осман Салех Мохаммед заявил о том, что ОАЭ используют «логистические объекты в порту и аэропорту» в южном городе Асэб. Human Rights Watch сообщил, что ОАЭ содержат следственный изолятор на базе Асэб, куда, возможно, перевели высокопоставленных заключенных из Йемена. |
| США              | 24 мая 1993 года       | Американо-эритрейские отношения. Дипломатические отношения между государствами установлены 24 мая 1993 года. - Эритрея имеет посольство в Вашингтоне. - США содержит посольство Асмэре. |
| Йемен            |                        | Йеменско-эритрейские отношения. территориальный спор с Йеменом из-за островов Ханиш в 1996 году привел к непродолжительной войне. В рамках соглашения о прекращении боевых действий страны согласились передать вопрос в Постоянную палату третейского суда в Гааге. По завершении разбирательства страны согласились с решением 1998 года, в котором говорилось, что суверенитет над островами должен быть разделен. |
| Джибути          |                        | Джибутийско-эритрейские отношения. |